# Cadillac Elmiraj
La Cadillac Elmiraj est un concept-car créé par Cadillac et dévoilé au Pebble Beach Concours d'Elegance 2013 le 15 août 2013. 
Elle poursuit le développement entamé par le concept-car Cadillac Ciel. Elle a été nommée en référence au lit du lac asséché El Mirage qui a été utilisé pour les courses à grande vitesse.

## Description
La voiture est un coupé de luxe full-size à 2 portes et 4 places. Elle mesure 205 pouces (5207 mm) de long et est propulsé par un V8 biturbo de 4,5 litres développant une puissance estimée à 500 ch (373 kW). Elle présente un profil hardtop sans pilier, un style de carrosserie abandonné par les constructeurs automobiles américains depuis la fin des années 1970. 
L'Elmiraj est à propulsion arrière et a été « construit avec le châssis et les éléments structurels d'un projet de développement de véhicules Cadillac en cours prévu pour une production future ». Selon un article de blog prétendant être informé par un initié, cette plateforme est en cours de développement sous le nom d'Omega, pour étayer les futures voitures Cadillac haut de gamme pour concurrencer la classe premium européenne comme les Audi A8, BMW Série 7 Et Mercedes-Benz Classe S
.
Niki Smart, designer extérieur en chef du projet Elmiraj, a déclaré : « Nous voulions une déclaration mature pour Cadillac où la simplicité et les ornements subtils créent une présence résolue ».
« Elmiraj fait progresser la conception et les performances modernes et provocantes de Cadillac, en contraste avec le savoir-faire et le luxe sur mesure », a déclaré Mark Adams, qui était à l'époque directeur du design de Cadillac. « Elle explore la conduite de la performance, ainsi que la façon dont nous abordons l'élévation de la gamme Cadillac et les nouvelles dimensions de la philosophie Art & Science ».
L'Elmiraj a été exposé à un public plus large lors du salon de l'automobile de Francfort 2013 à Francfort, Allemagne.

## Galerie

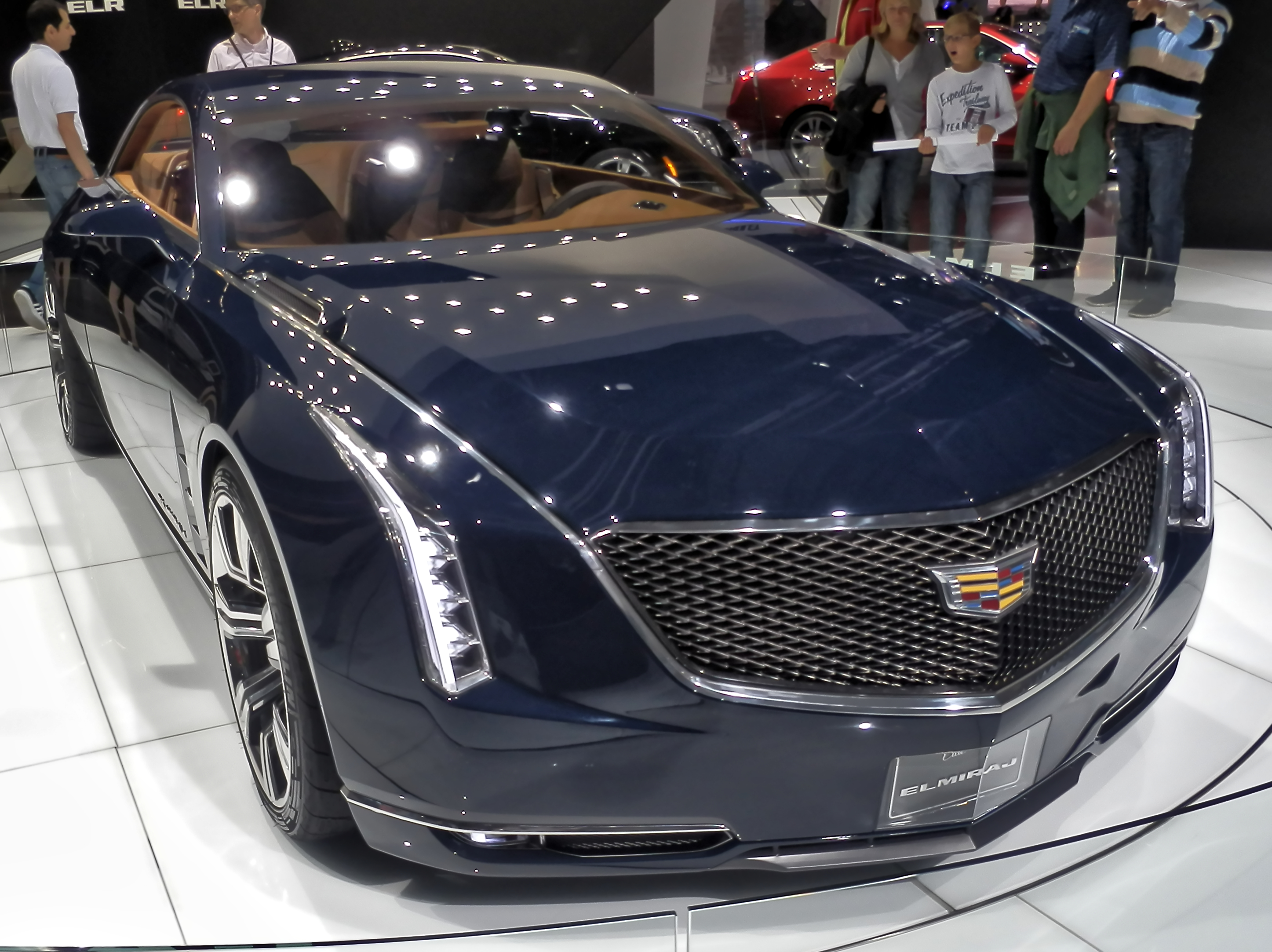
Vue de face
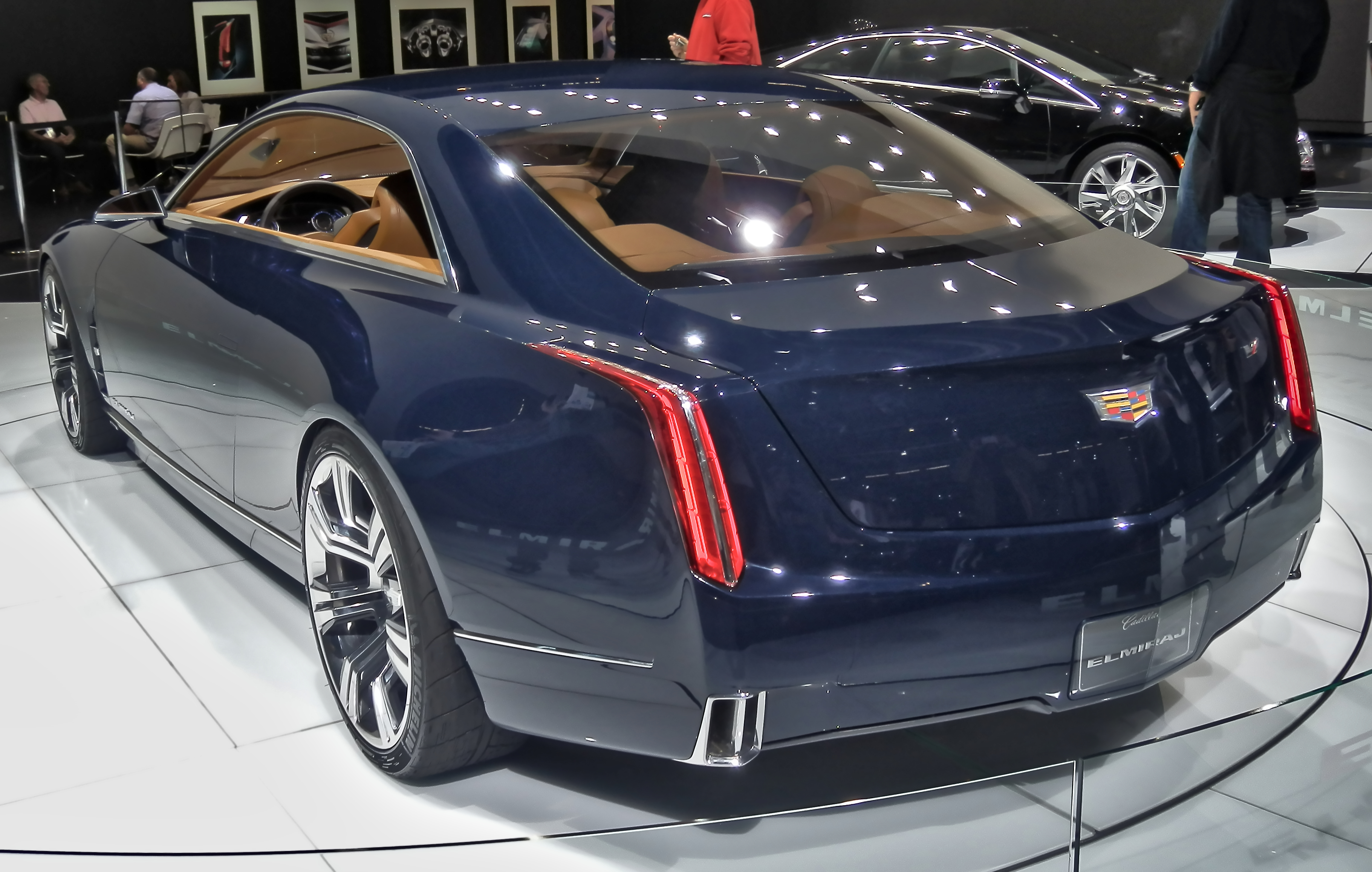
Vue arrière
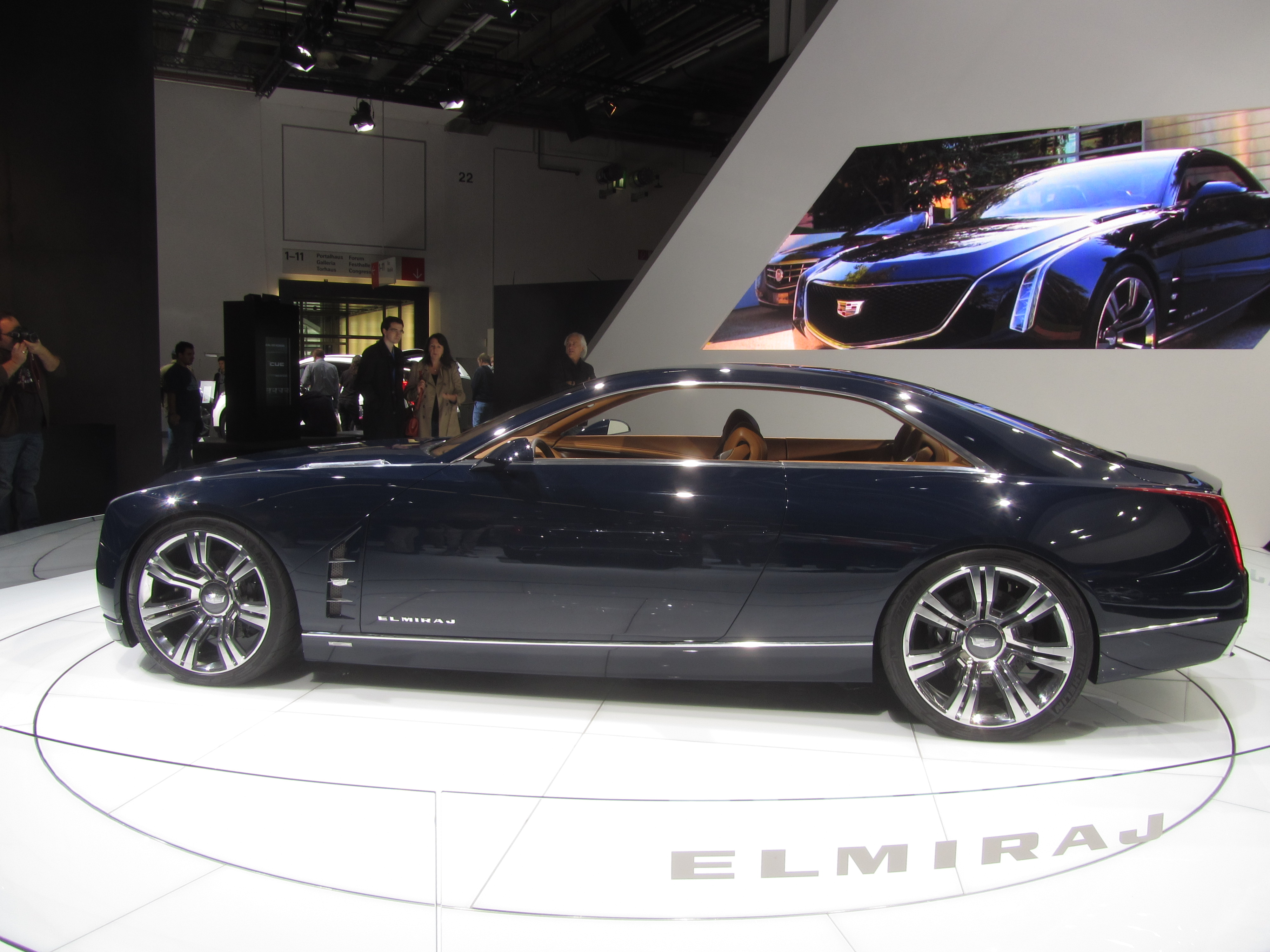
Vue latérale
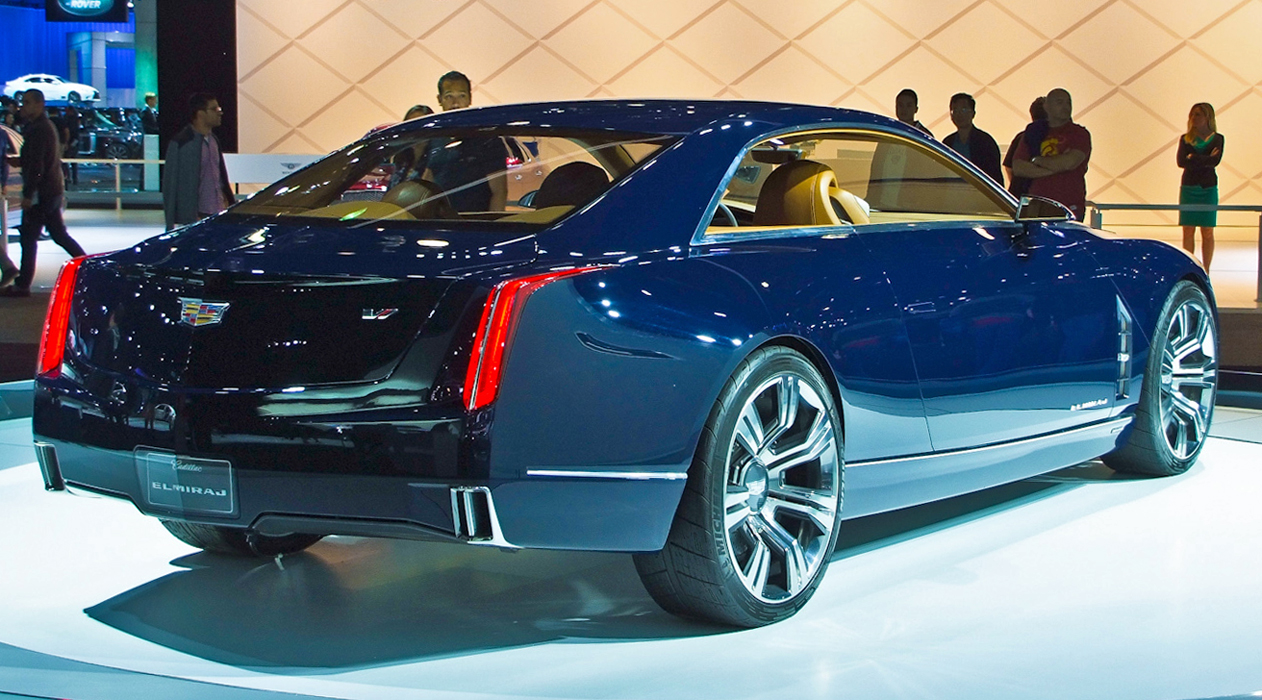
Vue arrière trois quarts
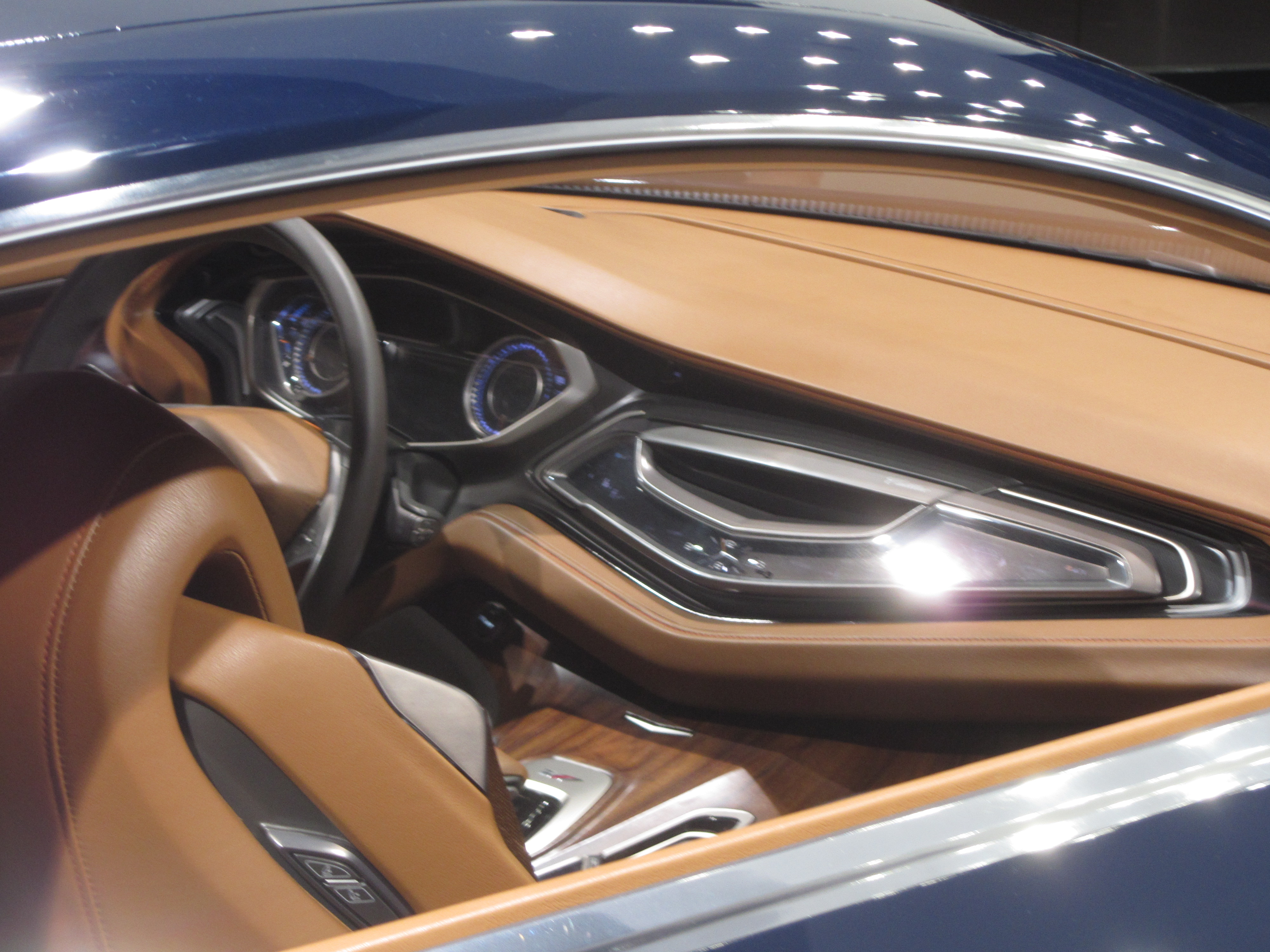
Tableau de bord